# Eco di sirene Tour
Eco di sirene Tour è la sedicesima tournée della cantautrice catanese Carmen Consoli, partita da Bolzano il 24 febbraio 2017 e conclusasi a Tindari (ME) il 9 agosto 2017. Il tour è poi proseguito come instore nell'aprile del 2018 in occasione della presentazione del nuovo album della cantante, Eco di sirene.
Il tour si è svolto nei teatri ed è l'evoluzione del tour del 2008 L'Anello Mancante Tour, in cui la cantautrice si presentava in scena accompagnata dalla sola chitarra. Questa volta la cantante è in scena con l'immancabile chitarra, accompagnata solo da un violino e da un violoncello.
Il tour ha un notevole successo di pubblico, registrando diversi sold out e moltiplicando diverse tappe.
L'apertura dei concerti è affidata, a seconda delle date, a Eva Pevarello, Valeria Caliandro (in arte Vilrouge) e Gabriella Grasso.
Il tour estivo parte da un tris di date a Catania, con una formazione sul palco rinnovata: Carmen è accompagnata da Massimo Roccaforte (chitarra e mandolino), Emilia Belfiore (violino), Adriano Murania (viola), Claudia della Gatta (violoncello), Concetta Sapienza (fiati), Alessandro Monteduro (percussioni) ed Elena Guerriero (pianoforte).
Insieme a Emilia Belfiore e Claudia della Gatta (violino e violoncello) la cantautrice registra poi un album in studio, Eco di sirene, pubblicato il 13 aprile 2018. La compilation viene lanciata con la ripresa dell'Eco di sirene Tour stavolta in nove date di firmacopie, partito da Milano lo stesso 13 aprile e conclusosi a Palermo il 22 dello stesso mese.

## Date
- 24 febbraio 2017 -  Italia Bolzano
- 25 febbraio 2017 -  Italia Belluno
- 27 febbraio 2017 -  Italia Verona
- 28 febbraio 2017 -  Italia Perugia
- 2 marzo 2017 -  Italia Roma
- 3 marzo 2017 -  Italia Roma
- 4 marzo 2017 -  Italia Roma
- 5 marzo 2017 -  Italia Venezia
- 8 marzo 2017 -  Italia Bologna
- 9 marzo 2017 -  Italia Bologna
- 11 marzo 2017 -  Italia Senigallia
- 18 marzo 2017 -  Italia Pescia
- 19 marzo 2017 -  Italia Genova
- 20 marzo 2017 -  Italia Milano
- 21 marzo 2017 -  Italia Milano
- 22 marzo 2017 -  Italia Milano
- 24 marzo 2017 -  Italia Milano
- 29 marzo 2017 -  Italia Napoli
- 30 marzo 2017 -  Italia Bari
- 31 marzo 2017 -  Italia Lecce
- 7 aprile 2017 -  Italia Cagliari
- 8 aprile 2017 -  Italia Sassari
- 11 aprile 2017 -  Italia Palermo
- 12 aprile 2017 -  Italia Agrigento
- 13 aprile 2017 -  Italia Agrigento
- 14 aprile 2017 -  Italia Messina
- 20 aprile 2017 -  Italia Trento
- 21 aprile 2017 -  Italia Schio
- 23 aprile 2017 -  Svizzera Lugano
- 24 aprile 2017 -  Italia Firenze
- 29 aprile 2017 -  Italia Mantova
- 30 aprile 2017 -  Italia Mantova

### Tour estivo
- 8 giugno 2017 -  Italia Catania
- 9 giugno 2017 -  Italia Catania
- 10 giugno 2017 -  Italia Catania
- 26 giugno 2017 -  Spagna Valencia
- 27 giugno 2017 -  Spagna Madrid
- 28 giugno 2017 -  Spagna Madrid
- 29 giugno 2017 -  Spagna Barcellona
- 30 giugno 2017 -  Spagna Barcellona
- 6 luglio 2017 -  Italia Pietra Ligure
- 8 luglio 2017 -  Italia Stra
- 14 luglio 2017 -  Italia Barolo
- 15 luglio 2017 -  Italia Barolo
- 21 luglio 2017 -  Italia Riola Sardo
- 23 luglio 2017 -  Italia Saint Pierre
- 26 luglio 2017 -  Italia Porto Recanati
- 27 luglio 2017 -  Italia Roma
- 29 luglio 2017 -  Italia Gardone Riviera
- 30 luglio 2017 -  Italia Verucchio
- 3 agosto 2017 -  Italia Matera
- 9 agosto 2017 -  Italia Tindari

### Tour instore
- 13 aprile 2018 -  Italia Milano
- 14 aprile 2018 -  Italia Torino
- 16 aprile 2018 -  Italia Bologna
- 17 aprile 2018 -  Italia Firenze
- 18 aprile 2018 -  Italia Roma
- 19 aprile 2018 -  Italia Napoli
- 20 aprile 2018 -  Italia Bari
- 21 aprile 2018 -  Italia Catania
- 22 aprile 2018 -  Italia Palermo

## Scaletta
1. Sulle rive di Morfeo
2. Parole di burro
3. Fiori d'arancio
4. Perturbazione atlantica
5. Geisha
6. Il sorriso di Atlantide
7. Pioggia d'aprile
8. L'eccezione
9. Mio zio
10. L'ultimo bacio
11. Eco di sirene
12. Maria Catena
13. AAA cercasi
14. Mandaci una cartolina
15. Bottana di to' ma
16. 'A finestra
17. Blunotte
18. Sintonia imperfetta
19. Confusa e felice
20. Sud Est
21. Ottobre
22. In bianco e nero
23. Questa piccola magia
24. Venere
25. Quello che sento
26. Amore di plastica

## Band
| Strumento               | Musicista           |
| ----------------------- | ------------------- |
| voce, chitarra acustica | Carmen Consoli      |
| violino                 | Emilia Belfiore     |
| violoncello             | Claudia Della Gatta |